# جيفري لورد
جيفري لورد (بالإنجليزية: Jeff Lord)‏ هو سياسي أمريكي، ولد في 25 يوليو 1951 في ماساتشوستس في الولايات المتحدة. حزبياً، نشط في الحزب الجمهوري.